# Hans Reichelt

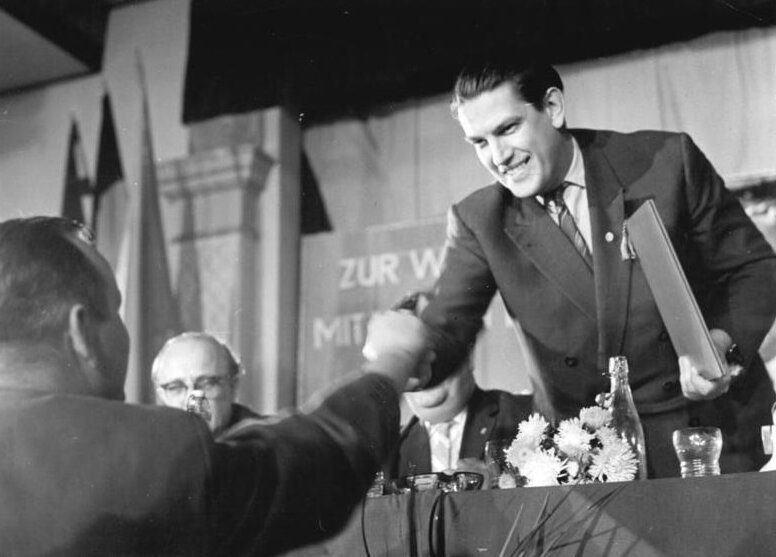
Hans Reichelt auf dem Bauernforum 1961

Hans Reichelt (* 30. März 1925 in Proskau, Landkreis Oppeln, Oberschlesien; † 14. Januar 2025 in Berlin) war ein deutscher Politiker der Demokratischen Bauernpartei Deutschlands (DBD), einer DDR-Blockpartei. Er war 1953 sowie 1955 bis 1963 Minister für Land- und Forstwirtschaft, von 1972 bis Januar 1990 Minister für Umweltschutz und Wasserwirtschaft sowie Stellvertretender Vorsitzender des Ministerrates der DDR.

## Leben
Hans Reichelt besuchte die Oberschule in Oppeln. Er war Mitglied der Hitlerjugend und des Reichsarbeitsdienstes. Am 30. Dezember 1942 beantragte er die Aufnahme in die NSDAP und wurde zum 20. April 1943 aufgenommen (Mitgliedsnummer 9.454.165). Er war Soldat der deutschen Wehrmacht (zuletzt im Rang eines Leutnants) und bis 1949 in sowjetischer Kriegsgefangenschaft, wo er eine Antifa-Schule besuchte.
Nach seiner Rückkehr nach Deutschland wurde er Mitglied der Demokratischen Bauernpartei Deutschlands (DBD) und hatte verschiedene Funktionen (seit 1955 Präsident) im Parteivorstand. Seit 1950 war er Abgeordneter der Volkskammer. 1953 war er als Nachfolger von Wilhelm Schröder kurzzeitig Minister für Land- und Forstwirtschaft, wurde nach dem Besuch der Zentralschule für Agrarpolitik des ZK der SED in Schwerin am 29. Oktober 1953 von Ministerpräsident Otto Grotewohl zum Staatssekretär im Ministerium für Land- und Forstwirtschaft ernannt und war von 1955 bis 1963 als Nachfolger von Paul Scholz erneut Minister für Landwirtschaft, Erfassung und Forstwirtschaft.
Von 1963 bis 1964 absolvierte er ein Hochschulstudium, 1971 wurde er an der Hochschule für Ökonomie Berlin mit der Arbeit Die Rolle und Stellung des Meliorationswesens bei der Intensivierung der landwirtschaftlichen Produktion und der gesellschaftlichen Entwicklung der sozialistischen Landwirtschaft und einige Grundprobleme der weiteren Anwendung des ökonomischen Systems des Sozialismus im Zeitraum bis 1980 promoviert. Er war 1963 bis 1972 erst Stellvertretender Vorsitzender des Landwirtschaftsrates, dann Stellvertretender Minister in dessen Nachfolgeorgan, dem neu gegründeten Ministerium für Land-, Forst- und Nahrungsgüterwirtschaft. In dieser Funktion war er dem Umweltaktivisten Carlo Jordan zufolge an „umweltpolitisch verhängnisvollen Entscheidungen“ im Bereich der Zwangskollektivierung, landwirtschaftlichen Industrialisierung und Melioration beteiligt.

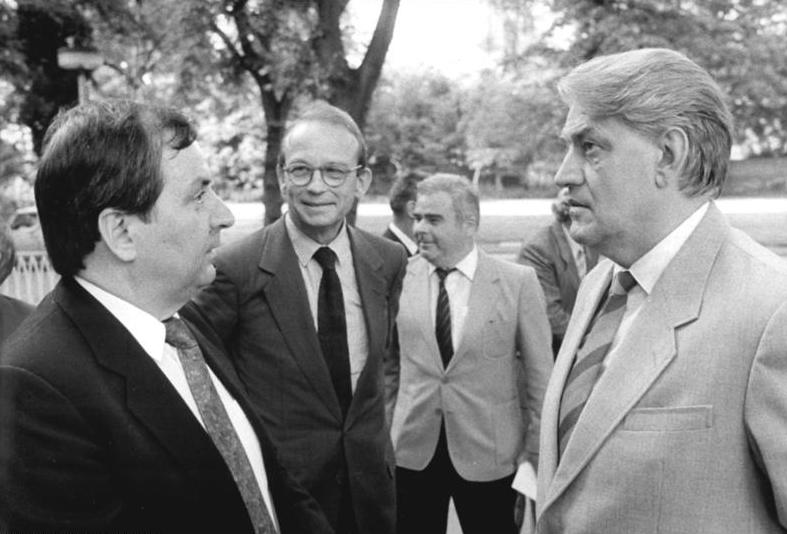
Reichelt (rechts) im Gespräch mit Bundesumweltminister Klaus Töpfer (links) und dem Ständigen Vertreter der Bundesrepublik in der DDR Hans Otto Bräutigam, 1988

Im März 1972 übernahm Reichelt die Nachfolger des verstorbenen Werner Titel als Minister für Umweltschutz und Wasserwirtschaft und Stellvertretender Vorsitzender des Ministerrates für die DBD an. Das Ministerium beteiligte sich an der Verschleierung von Umweltproblemen in der DDR, der Minister spielte in der SED-Führung keine Rolle. Briefe von Reichelt an Günter Mittag, der für Wirtschaftspolitik zuständige ZK-Sekretär, fand man nach dem Ende der DDR ungeöffnet. Seit 1982 war Reichelt Stellvertretender Vorsitzender der DBD.
Von November 1989 bis Januar 1990 war er Minister des umbenannten Ministeriums für Naturschutz, Umweltschutz und Wasserwirtschaft (MNUW). Im Januar 1990 trat er als Minister zurück. Bereits im Dezember 1989 trat er vom Vorstand der DBD zurück und beteiligte sich nicht mehr an der Fusion der DBD mit der CDU.
Von 1994 bis 2003 war er Vorsitzender des Vereins Gesellschaft zur Rechtlichen und Humanitären Unterstützung, einer Lobbyorganisation ehemaliger DDR-Funktionäre. Reichelt klagte gegen eine Rentenkürzung für seine Zeit als Minister. 2010 entschied das Bundesverfassungsgericht, dass die Kürzung rechtmäßig sei, da davon ausgegangen werden könne, dass eine kleine Gruppe hoher DDR-Funktionäre nicht nur wegen ihrer Arbeitsleistung, sondern auch wegen ihrer „Regimetreue“ honoriert wurde. Die Rentenkürzung rechtfertigte sich „aus dem gesetzgeberischen Anliegen, ein rentenrechtliches Fortwirken eines Systems der Selbstprivilegierung zu verhindern“.
Reichelt lebte zuletzt in Schöneiche bei Berlin. Er starb im Januar 2025, etwa zweieinhalb Monate vor seinem 100. Geburtstag.

## Schriften
- Die Landwirtschaft in der ehemaligen DDR. Probleme, Erkenntnisse, Entwicklungen. In: Berichte über Landwirtschaft. Zeitschrift für Agrarpolitik und Landwirtschaft. 70. 1992, ISSN 0005-9080, S. 117–136.
- Blockflöten, oder was? Zur Geschichte der DBD 1948–1990. Edition Ost, Berlin 1997, ISBN 3-929161-83-4.
- Die deutschen Kriegsheimkehrer. Was hat die DDR für sie getan? Edition Ost, Berlin 2007, ISBN 978-3-360-01099-5.
- Umweltpolitik in der DDR. Eine Dokumentation. Edition Ost, Berlin 2024, ISBN 978-3-360-02819-8.